# パチンコガンダム駅

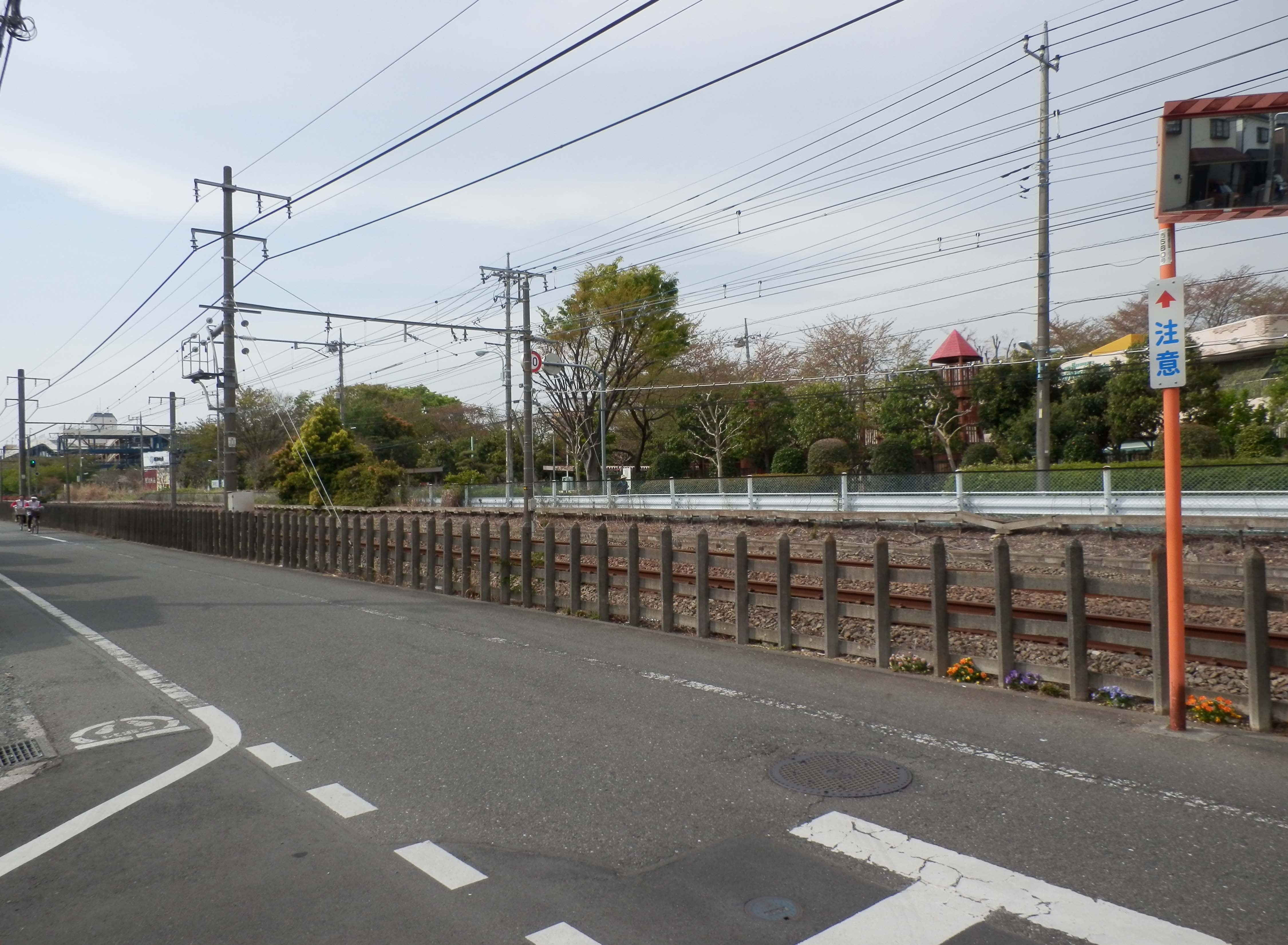
駅があるとされた場所。左が昭島駅方面。

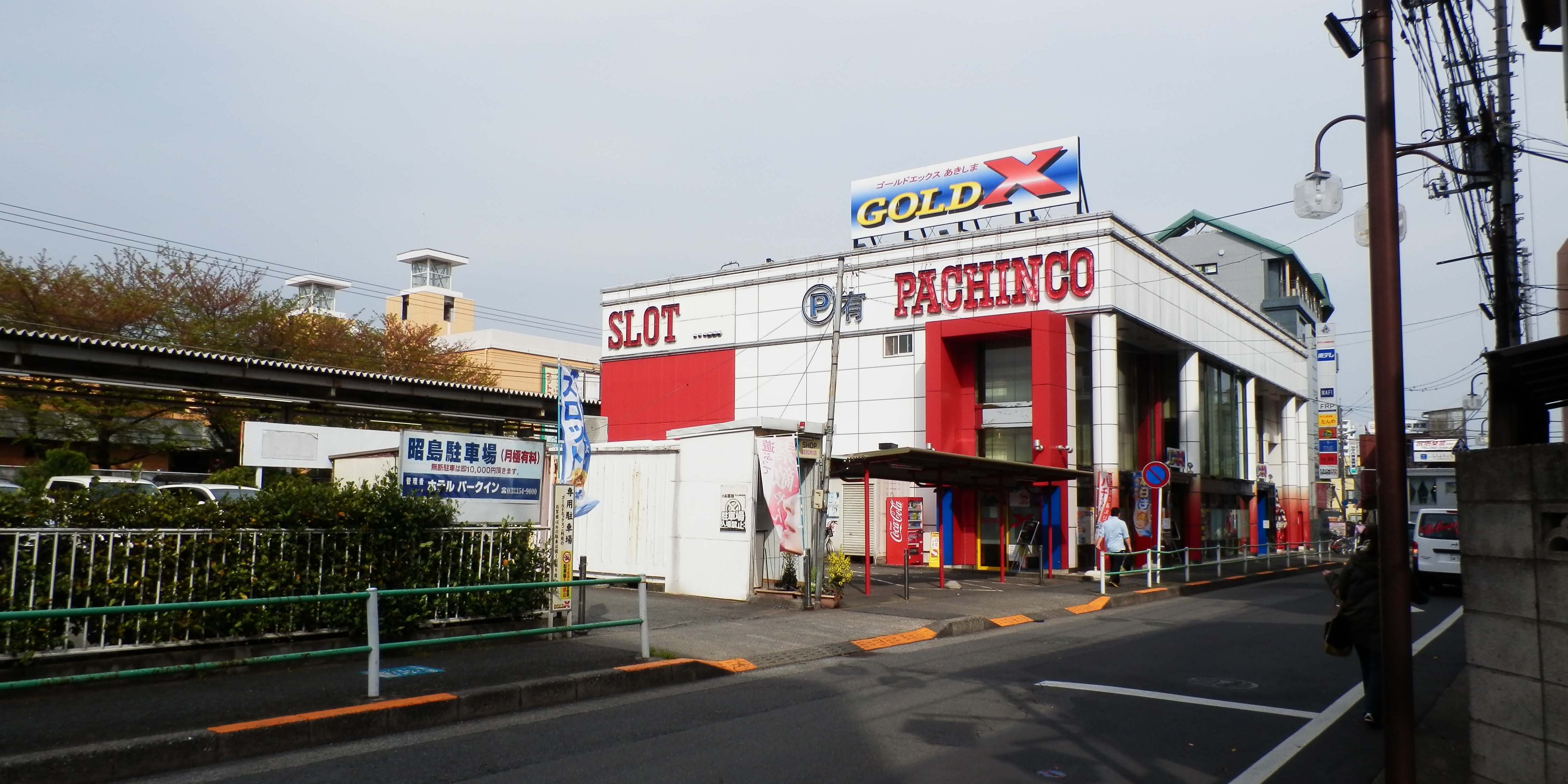
昭島駅に接する、旧「パチンコガンダム」
写真は「パチンコ GOLD X あきしま」時代。2016年に解体された。

パチンコガンダム駅（パチンコガンダムえき）は、2012年9月から2013年3月にかけて、iOSの地図アプリケーション「マップ」で東日本旅客鉄道（JR東日本）青梅線上に表示されていた、存在しない鉄道駅である。
iOS「マップ」アプリで、日本における不具合の代表的存在として、各種メディアでも取り上げられた。

## 発端
2012年9月19日、iOSのアップデート版、iOS 6の配布が開始された。アップデートの目玉の一つは地図データ提供元の切り替えであり、それまでiOS標準の地図アプリケーション「マップ」はGoogle Mapsの地図データを使用していたが、Appleはそれを自社開発のデータに置き換えた。
しかし提供を開始してすぐに、この地図の誤表示の多さが各国のユーザから指摘されるようになり、とりわけ日本で話題になったのが青梅線に表示された「パチンコガンダム駅」だった。

## 位置
パチンコガンダム駅の位置は、昭島駅から東の中神駅側へ400mほど行ったところにあたる。かつてこの昭島駅に隣接していた「パチンコガンダム」というパチンコ店が名前の由来となっていると見られるが、2006年頃に「パチンコゴールドエックスあきしま」に名称変更され、2016年には閉業して解体された。「パチンコガンダム」当時は店内にアニメ『機動戦士ガンダム』関係のグッズが多数置かれるなど、当時の店長はかなりのガンダム好きだったようである。

## 原因
パチンコガンダム駅が出現した経緯には、Appleでの地図作成処理におけるいくつかの技術的要因が考えられる。
まずパチンコ店が鉄道駅となったのは、線路をまたぐ施設を駅と認識する何らかの自動処理がそのまま見過ごされた可能性がある。
元のパチンコ店とパチンコガンダム駅の位置ずれの要因としては、日本測地系と世界測地系が混在したと思われる処理に、何らかの問題があった可能性があるとも見られている。なお、この2つの測位系の混在は、この地点に限らず日本全土の位置情報に存在している、バグを顕在化させやすい要素である。
さらに、6年以上前の店名が使われていることから、データの古さも指摘された。

## その後
ネット上では今後も「パチンコガンダム駅」を残し続けて欲しいという声もあったが、2013年3月11日の日本地図データのアップデートによってこの駅は表示されなくなった。
またiOSのマップアプリは全世界的にも不具合報告やユーザ等からの苦情が多発し、ティム・クックの謝罪や担当役員の更迭などの事態に発展した。